# علي كوشيب
علي محمد علي عبد الرحمن المعروف باسم علي كوشيب، هو أحد كبار الجنجويد قائد دعم الحكومة السودانية ضد الجماعات المتمردة في دارفور، اعتبارًا من يونيو 2019، أصبح مطلوبًا بموجب مذكرة توقيف صادرة عن المحكمة الجنائية الدولية بتهمة ارتكاب جرائم حرب.
كان يعرف بعقيد العقدة (عقيد كولونيل) وكان نشطًا في وادي صالح، غرب دارفور. في 27 فبراير 2007، اتهم المدعي العام لويس مورينو أوكامبو كوشيب بارتكاب جرائم ضد المدنيين في دارفور خلال عامي 2003 و 2004، واتهمه بالأمر بالقتل والاغتصاب والنهب. تم إصدار مذكرة توقيف للمحكمة الجنائية الدولية له ولأحمد هارون، المتهم معه، في 27 أبريل 2007. وفي أبريل / نيسان 2008، أُطلق سراحه من الحجز السوداني. أعادت السلطات السودانية اعتقال كوشيب في أكتوبر 2008.
في أوائل عام 2013، كان كوشيب قائدًا لقوات الاحتياط المركزية (أبو طيرة) في رهد البردي في جنوب دارفور. في 7 يوليو 2013، أصيب برصاصة في كتفه من قبل مسلح مجهول، وتم نقله إلى المستشفى في الخرطوم. في ديسمبر 2017، اتهم كوشيب زعماء قبيلة سلامات بمحاولة القتل في رهد البردي.

## خلفية
كان والد علي كوشيب من قبيلة التعايشة بينما كانت والدته من قبيلة الدنغوني من الجزء الجنوبي من السودان.
كان علي كوشيب عقيد العقادة، كولونيل كولونيل في منطقة وادي صالح بدارفور. كان أحد كبار قادة التسلسل الهرمي القبلي في محلية وادي صالح، وكان عضوًا في قوات الدفاع الشعبي (PDF)، وكان قائدًا لميليشيا مدعومة من الحكومة في دارفور من أغسطس 2003 حتى مارس 2004. عمل كحلقة وصل بين الحكومة والجنجويد، بينما شارك في الوقت نفسه في الهجمات ضد الجماعات المستهدفة.

## نشاط إجرامي مزعوم في دارفور
اتهمت المحكمة الجنائية الدولية كوشيب بـ 504 اغتيال، و 20 اغتصاباً، وتشريد 41 ألف شخص قسراً. في إحدى الهجمات المختلفة التي شنها علي كوشيب والميليشيا التي كانت تحت قيادته، أفاد أحد الناجين أن 150 شخصاً قتلوا، وقتل 30 طفلاً، كلهم في 90 دقيقة. وبالمثل، فإن امرأة نجت من نهب قريتها، غالانيا، ووصلت إلى مخيم للاجئين في تشاد، أوضحت كيف وصلت ميليشيا الجنجويد إلى بلدتها ذات يوم لقتل المدنيين. كان زوجها هو أول من قُتل، وبينما حاولت الفرار، قبض عليها جنود الميليشيات، وأجبرت، بقيادة كوشيب، على السكين على الاعتراف بأنها «تورا بورا» أو متمردة. بعد وصولها إلى تشاد، روى ضحايا آخرون قصصًا مماثلة عن الفظائع التي مروا بها من قبل المليشيا تحت قيادة كوشيب: قُتلت ست عشرة امرأة، منها ست نساء مسنات، وأُلقي بالأطفال على النار، وأحرقوا المنازل، وعدد لا يحصى تعرض للتعذيب والجرح، وقتل العشرات.
وقد تم اتهام كوشيب بالمشاركة الشخصية في الهجمات ضد المدنيين في مدن كودوم وبنديسي ومكجار وأراوالا والمناطق المحيطة بها بين أغسطس 2003 ومارس 2004. وورد أن كوشيب يعمل لحساب أحمد هارون. وأفاد شهود عيان عن لقاءات بين كوشيب وهارون. في إحدى الحالات في أغسطس 2003، على سبيل المثال، من المفترض أن التقى كوشيب وهارون في بلدة مكلوك، حيث قدم هارون المال والسلاح لكشيب للميليشيا. وبعد اجتماعهما، قاد كوشيب الميليشيا في هجوم على بلدة بنديسي. استمر الهجوم خمسة أيام، قُتل خلالها أكثر من 100 شخص بينهم 30 طفلاً.
وفي كانون الأول/ ديسمبر 2003 في بلدة أراوالا، أفاد أحد الشهود أن كوشيب تفحصها هي ونساء أخريات تم ربطهن بشجرة عارية تعرضن للاغتصاب بشكل متكرر من قبل جنود ميليشيا الجنجويد. وفقا للمحكمة الجنائية الدولية، شارك كوشيب بشكل مباشر في قتل 32 رجلا في بلدة مكجر. بعد 15 دقيقة من أخذ كوشيب وجنوده الرجال من القرية، سمع أعيرة نارية وعثر على 32 جثة في اليوم التالي. في هجوم آخر بقيادة كوشيب قرب مكجر، تم اعتقال رجل وقيل لما شاهده:
"تم تقييد الرجال بطرق مختلفة. بعضهم... تم تقييدهم وتعليقهم في الهواء... تم رفع ذراعيه على اتساعهما وربطهما على لوح من الخشب على السقف، في حين كانت ساقيه أيضًا متباعدتين ومربوطتين بأشياء على كلا الجانبين... تم ترك موقد حرق بين ساقيه... وكان جميع الرجال يحملون آثار جلد على أجسادهم، وكانت ملابسهم ممزقة وملطخة بالدماء... وقد تعرض للضرب المتكرر، ودعا «تورا بورا» وحرم من الطعام... وتعرض رجلان آخران للضرب المبرح وأزيلت أظافرهما وأظافرهما بالقوة.

## قضية المحكمة الجنائية الدولية
في 27 فبراير 2007، اتهم المدعي العام لويس مورينو أوكامبو رسميًا علي كوشيب بارتكاب جرائم ضد المدنيين في دارفور خلال عامي 2003 و2004، وتضمنت هذه الاتهامات مزاعم بأنه أصدر أوامر بالقتل والاغتصاب والنهب. رداً على هذه الاتهامات، أصدرت المحكمة الجنائية الدولية مذكرة اعتقال بحق كوشيب والمتهم الآخر أحمد هارون في 27 أبريل 2007. وفي أبريل 2008، أطلق سراحه من السجون السودانية. لكن السلطات السودانية أعادت اعتقاله لاحقًا في أكتوبر 2008.
وبحسب وسائل إعلام محلية، انتقل كوشيب من السودان إلى جمهورية أفريقيا الوسطى في فبراير 2020، خوفًا من اعتقاله من قبل السلطات السودانية خلال الفترة الانتقالية السودانية إلى الديمقراطية عام 2019. سلم كوشيب نفسه للاعتقال في يونيو 2020، ومثل أمام المحكمة الجنائية الدولية في 15 يونيو 2020.
في يوليو 2021، أكد قضاة المحكمة الجنائية الدولية لائحة الاتهام الموجهة إلى علي كوشيب، وهي أول لائحة اتهام ناجمة عن إحالة من مجلس الأمن التابع للأمم المتحدة. وبدأت محاكمته في أبريل 2022.

## 2008 حتى الآن
في أبريل 2013، قام كوشيب، بصفته قائدًا لقوات الاحتياط المركزية (أبو طيرة) في رهد البردي بجنوب دارفور، بهجوم عسكري بدعم من قوات المخابرات العسكرية بعد معاهدة سلام بين سلطتي السلامات والطعيشة. في 7 يوليو 2013، أصيب كوشيب وحراسه الشخصيين وبائع الشاي الذي يقف في مكان قريب بجروح على يد مسلح في نيالا. كان كوشيب ينزف من كتفيه ودخل إلى مستشفى شرطة نيالاً مصاباً برصاصتين في كتفه. توفي أحد الحراس الشخصيين. تم نقل كوشيب إلى مستشفى في الخرطوم. في ديسمبر 2017، اتهم قادة قبيلة سلامات كوشيب بمحاولة قتل علي عثمان عبيد، تاجر الماشية، في رهد البردي.